# Ebullient future
ebullient future（日語：エブリエント・フューチャー），是2008年10月5日由GENEON ENTERTAINMENT發行的日本女歌手ELISA的一首單曲。商品番號為GNCA-0122。這首單曲是同年電視動畫《ef - a tale of melodies.》的主題曲。

## 收錄曲
1. ebullient future（英語版）- 3分41秒
英譯詞：西田恵美；作曲、編曲：天門
電視動畫《ef - a tale of melodies.》片頭曲
2. ebullient future（日語版）- 3分41秒
作詞：酒井伸和；作曲、編曲：天門
3. pray - 4分4秒
作詞：酒井伸和；作曲、編曲：柳英一郎
4. ebullient future（Instrumental）- 3分41秒
5. pray（Instrumental）- 4分2秒

## 制作
- 作詞：酒井伸和（minori）、西田恵美（英語版）
- 作曲、編曲、鋼琴：天門（minori）
- 小提琴：土屋玲子
- 貝斯：柳英一郎
- 電吉他：福田康文
- 執行制作：川村明廣
- 總制作人：関戶雄一
- 制作人：松田章男
- 制作助理：長岡智
- 封面圖片設計：高宮紀徹
- 特別鳴謝
  - 大沼心、新房昭之、数馬英治、久保田光俊・雨宮茂幸（SHAFT）
  - 太布尚弘・（Movic）、（Frontier Works）、多賀徹（Kitty）、「ef2」製作委員会

## 脚注
1. ↑  .   [2019-04-18]. （原始内容存档于2019-08-29）.
2. ↑  .   [2019-04-18]. （原始内容存档于2019-04-18）.

## 外部連結
- 「ebullient future」 ELISA - GENEON ENTERTAINMENT
- 原聲CD介紹（页面存档备份，存于）